# 23.º Prêmio Jabuti
O 23º Prêmio Jabuti foi realizado em 1981, premiando obras literárias referentes a lançamentos de 1980.

## Prêmios
Os premiados foram:
- Dyonelio Machado, Endiabrado - Romance
- José J. Veiga, Contos/crônicas/novelas
- Rubens Rodrigues Filho, Poesia
- Gilda de Mello e Souza, Estudos literários (Ensaios)
- Alfredo Sirkis, Biografia e/ou memórias
- João Gilberto Noll, Autor revelação – Literatura adulta
- Martha Calderaro, Tradução de obra literária
- Mirna Pinsky, Literatura infantil
- Carlos Moraes, Literatura juvenil
- Nicolas Boer, Ciências humanas (exceto Letras)
- Luciano Francisco Pacheco do Amaral, Ciências exatas
- Antônio Branco Lefrève e Aron Judka Diament, Ciências naturais
- Rubens Guedes Jordão, Ciências (Tecnologia)
- Antônio Brito da Cunha e Mário Guimarães Ferri, Tradução de obra científica
- Walmir Ayala, Melhor produção editorial – obra avulsa
- Carlos Roberto Maciel Levy, Melhor livro de arte
- Jornal da Tarde, Melhor crítica e/ou notícia literária – jornal
- Rádio Gazeta, Melhor Crítica e/ou notícia literária – rádio
- Revista Veja, Melhor Crítica e/ou notícia literária – revista
- Rede Globo, Melhor Crítica e/ou notícia literária – televisão
- Naumin Aizes, Prêmio Jannart Moutinho Ribeiro
- Mário Quintana, Personalidade literária do ano

## Ver Também
- Prêmio Prometheus
- Os 100 Livros Que mais Influenciaram a Humanidade
- Prêmio Nobel de Literatura